# Mahdí ibn Alí
Mahdí ibn Alí fou el segon emir de la dinastia màhdida del Iemen. Era fill del fundador Alí ibn Mahdí, a qui va succeir a la seva mort en 1159 a Zabid.
Va consolidar el seu poder sobre l'antic territori de la dinastia najàhida a la Tihama i va ajustar la pau amb els zuràyides d'Aden i Dumluwa. Va fer expedicions dirigides cap al sud, especialment contra Lahej i al-Djanad. Va morir el 1163 i el va succeir el seu germà Abd-an-Nabí ibn Alí, tot i que és possible que haguessin governat plegats, amb Mahdí encarregant-se dels afers militars i Abd-an-Nabí dels civils.